# 巴尔贾河
巴尔贾河（俄語：река Бальджа）或巴尔德吉郭勒，源起佩列瓦尔内山脉南坡，长211公里，其中在俄罗斯境内长38公里，流域面积8530平方公里，其中在俄罗斯境内约3650平方公里，注入鄂嫩河。1853年，尼古拉·帕夫洛维奇·亚诺索夫在河上发现了金矿。